# Estrilda de Reichenow
L'estrilda de Reichenow (Cryptospiza reichenovii) és una espècie d'ocell estríldid comunament trobada a Àfrica. S'ha estimat que l'extensió del seu hàbitat és de 390.000 km².
Es pot trobar comunament a Angola, Burundi, Camerun, República Democràtica del Congo, Malawi, Moçambic, Níger, Nigèria, Ruanda, Tanzània, Uganda, Zàmbia i Zimbàbue.